# Carcelia prominens
Carcelia prominens là một loài ruồi trong họ Tachinidae.